# Hoplomyzon papillatus
Hoplomyzon papillatus är en fiskart som beskrevs av Stewart, 1985. Hoplomyzon papillatus ingår i släktet Hoplomyzon och familjen Aspredinidae. Inga underarter finns listade i Catalogue of Life.